# Völs
Völs es una ciudad en el distrito de Innsbruck-Land en el estado austríaco de Tirol, cerca de la capital regional Innsbruck. Aparece mencionado por primera vez en documentos de 1188.

## Población

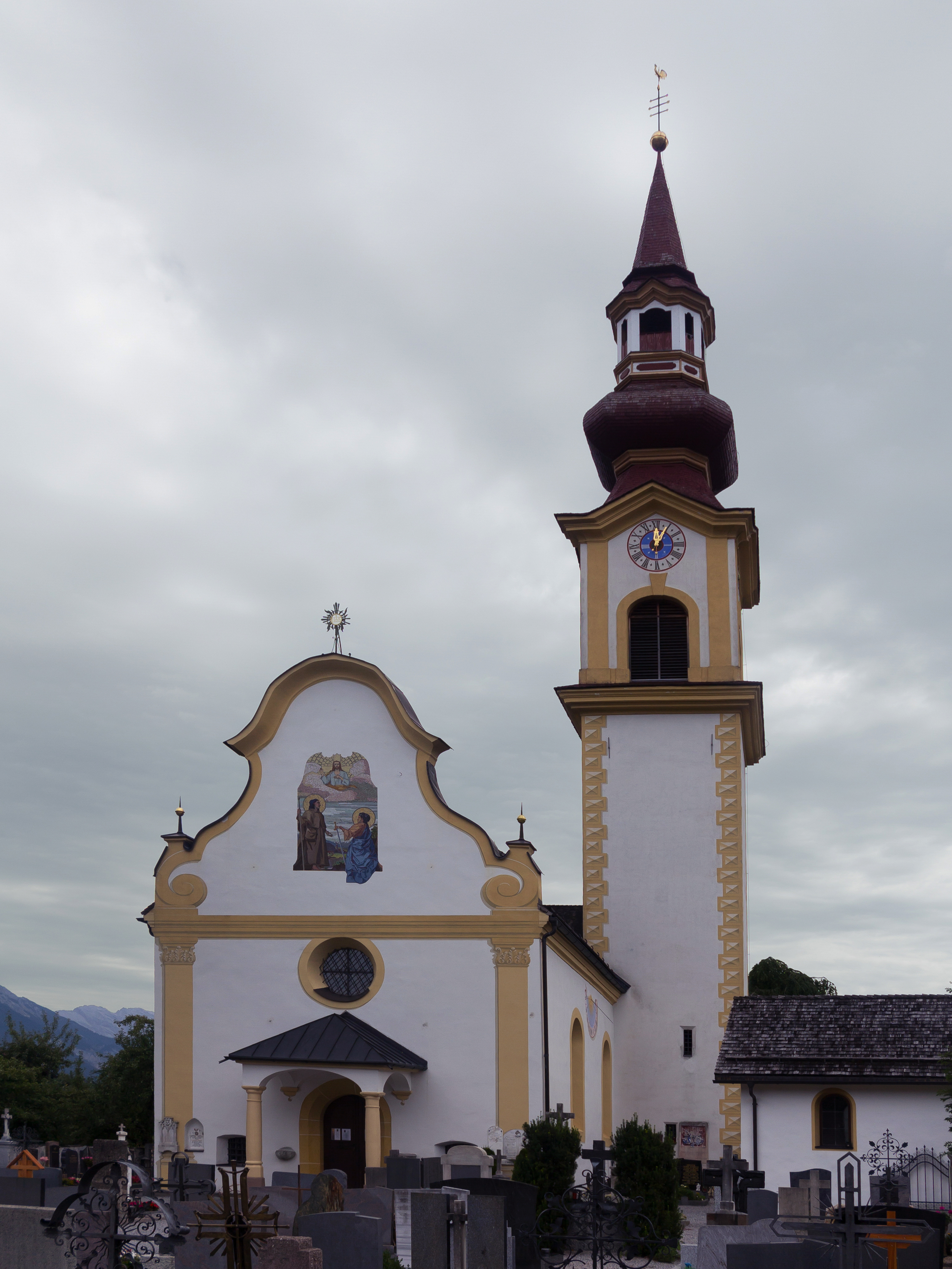
Iglesia (Alte Pfarrkirche heilige Jodok und Lucia) con el cementerio